# Samuel Labarthe
Pour les articles homonymes, voir Labarthe.
Samuel Labarthe, né le 16 mai 1962 à Genève, est un acteur franco-suisse.
Pensionnaire de la Comédie-Française de 2012 à 2015, il est notamment connu pour avoir incarné le commissaire Swan Laurence dans Les Petits Meurtres d'Agatha Christie de 2013 à 2020. Plus actif au théâtre et à la télévision, il a toutefois joué aussi au cinéma, par exemple dans les films La Conquête et Notre-Dame brûle, où il incarne respectivement Dominique de Villepin et le général Gontier. Aussi actif dans le doublage, il est notamment de manière régulière la voix française de George Clooney ainsi qu'une des voix de Liam Neeson et de Javier Bardem.

## Biographie
Samuel Labarthe naît à Genève où il suit sa scolarité ; il découvre le théâtre au cycle d’orientation, à travers le cours de Roland-François Aebi puis au lycée avec Georges Wod. Il jouera avec lui Le Bourgeois gentilhomme au théâtre de Carouge. À 20 ans, il se rend à Paris  pour entrer au Conservatoire national supérieur d'art dramatique en 1983 et y suivre les cours de Viviane Théophilidès, Michel Bouquet et Daniel Mesguich. Il alterne depuis les rôles au théâtre, au cinéma et à la télévision.
Dans La Conquête, film tourné en 2010 par Xavier Durringer et consacré à la conquête de la présidence de la République par Nicolas Sarkozy (rôle joué par Denis Podalydès), il incarne son rival de l’époque, Dominique de Villepin, le dernier Premier ministre de Jacques Chirac.
Il travaille également dans le domaine du doublage et prête régulièrement sa voix à George Clooney puis occasionnellement à Liam Neeson et Robert Redford.
Le 1er septembre 2012, il est engagé en tant que pensionnaire de la Comédie-Française pour jouer le rôle du Marquis dans La Critique de l'École des femmes, mise en scène par Clément Hervieu-Léger. Il en démissionne trois ans plus tard, en mai 2015.
Il interprète le rôle du commissaire Laurence à partir de 2013 dans Les Petits Meurtres d'Agatha Christie jusqu'à l'arrêt de la saison 2 en 2020. Il a incarné pour le petit écran le rôle de deux présidents de la Cinquième République : Charles de Gaulle (dans la série De Gaulle, l'éclat et le secret en 2020), et François Mitterrand (dans la série Tapie en 2023). Il a aussi joué Jacques Chirac dans le téléfilm Mort d'un président, mais le récit se déroule durant la présidence de Georges Pompidou. En revanche, il a interprété un autre chef d'État de l'Histoire de France, François Ier, dans le téléfilm Diane de Poitiers de Josée Dayan.

### Vie privée
En 1992, Labarthe épouse l'actrice russe Elena Safonova, mais le couple se sépare en 1997. Un fils, Alexandre, naît en 1994 de cette union, devenu comédien comme ses parents : ce dernier a entre autres joué le fils de Swan Laurence (interprété par son père Samuel Labarthe) dans l'épisode 22 de la saison 2 des Petits Meurtres d'Agatha Christie.
Peu après son divorce, Samuel Labarthe se marie en secondes noces avec la comédienne Hélène Médigue, notamment connue pour son rôle de Charlotte dans la série Plus belle la vie. Après leurs jumelles nées en 2001, Louise et Jeanne, Hélène met au monde, le 2 août 2009, leur troisième fille prénommée Mathilde dont Line Renaud est la marraine. Ils se séparent en 2016.

## Théâtre
Sauf indication contraire ou complémentaire, les informations mentionnées dans cette section peuvent être confirmées par la base de données Les Archives du spectacle.

### Hors Comédie-Française
- 1988-1989 : Le Cid de Corneille, mise en scène Gérard Desarthe, MC93 Bobigny, Maison de la culture de Bourges, La Criée, tournée
- 1989-1990 : Comme tu me veux de Luigi Pirandello, mise en scène Maurice Attias, théâtre de la Madeleine puis théâtre des Célestins
- 1992 : Amphitryon de Molière, mise en scène François Rancillac, théâtre du Peuple, Bussang
- 1993-1994 : Ce qui arrive et ce qu'on attend de Jean-Marie Besset, mise en scène Patrice Kerbrat, théâtre de la Gaîté-Montparnasse puis théâtre des Mathurins
- 1995 : L'Importance d'être Constant d'Oscar Wilde, mise scène Jérôme Savary, Théâtre national de Chaillot
- 1996 : Un cœur français de Jean-Marie Besset, mise en scène Patrice Kerbrat, Centre national de création d'Orléans, théâtre Hébertot
- 1997 : Oncle Vania d'Anton Tchekhov, mise en scène Patrice Kerbrat, théâtre Hébertot
- 1999 : De si bons amis de Joe Penhall, mise en scène Stéphan Meldegg, théâtre La Bruyère
- 2000 : La Chatte sur un toit brûlant de Tennessee Williams, mise en scène Patrice Kerbrat, théâtre de la Renaissance
- 2001 : La Boutique au coin de la rue de Miklós László, mise en scène Jean-Jacques Zilbermann, théâtre Montparnasse
- 2004 : Rue de Babylone de Jean-Marie Besset, mise en scène Jacques Lassalle, Petit Montparnasse
- 2005 : Soie d'Alessandro Baricco, mise en scène Christophe Lidon, Studio des Champs-Élysées
- 2006 : Le Gardien de Harold Pinter, mise en scène Didier Long, Studio des Champs-Élysées
- 2009 : Très Chère Mathilde d'Israel Horovitz, mise en scène Ladislas Chollat, théâtre Marigny
- 2010 : Le Rattachement de Didier van Cauwelaert, mise en scène Daniel Benoin, Théâtre national de Nice
- 2012 : Pensées Secrètes de David Lodge, mise en scène Christophe Lidon, théâtre Montparnasse
- 2016 : Le Tartuffe de Molière, mise en scène Luc Bondy, théâtre de l'Odéon
- 2023 : L'Usage du monde d'après Nicolas Bouvier, mise en scène Catherine Schaub, théâtre de Poche-Montparnasse
- 2024 :  L'Usage du monde d'après Nicolas Bouvier, mise en scène Catherine Schaub, théâtre de Poche-montparnasse
- 2024 : Notre Dame, reine de douleur, reine de victoire d'après Sylvain Tesson, théâtre de Poche-montparnasse

### Comédie-Française
Entrée à la Comédie-Française le 1er septembre 2012 ; départ en mai 2015
- 1987 : Esther de Racine, mise en scène Françoise Seigner, Comédie-Française au théâtre de l'Odéon[7]
- 2012 : Cyrano de Bergerac d'Edmond Rostand, mise en scène de Denis Podalydès, salle Richelieu :  Valvert / Cadet
- 2012 : La Critique de l'École des femmes de Molière, mise en scène de Clément Hervieu-Léger, Studio-Théâtre : le Marquis
- 2013-2014 : Phèdre de Jean Racine, mise en scène de Michael Marmarinos, salle Richelieu : Thésée
- 2014 : La Visite de la vieille dame de Friedrich Dürrenmatt, mise en scène Christophe Lidon : Alfred III
- 2015 : Les Estivants de Maxime Gorki, mise en scène Gérard Desarthe, salle Richelieu : Chalimov[7]

## Filmographie
Sauf indication contraire, les informations mentionnées dans cette section peuvent être confirmées par les bases de données cinématographiques IMDb et Allociné,  présentes dans la section « Liens externes ».

### Cinéma
- 1988 : Mangeclous de Moshé Mizrahi : Solal
- 1990 : Lacenaire de Francis Girod : l'abbé de Lusignan
- 1992 : Le Zèbre de Jean Poiret : Nogaret
- 1992 : L'Accompagnatrice de Claude Miller : Jacques Fabert
- 1994 : Aux petits bonheurs de Michel Deville
- 1994 : Priez pour nous de Jean-Pierre Vergne : Raoul Guidon de Repeygnac
- 1995 : Arthur Rimbaud, l'homme aux semelles de vent de Marc Rivière : Édouard-Henri Lucereau
- 1998 : Le Plus Beau Pays du monde de Marcel Bluwal : Rüdiger
- 1999 : La Bûche de Danièle Thompson : Pierre
- 2000 : Charmant Garçon de Patrick Chesnais : Hippolyte
- 2001 : J'ai faim !!! de Florence Quentin : le kiné de Lily
- 2002 : Comme un avion de Marie-France Pisier : Simon
- 2002 : Rue des plaisirs de Patrice Leconte : l'homme silencieux
- 2002 : And Now... Ladies and Gentlemen de Claude Lelouch : joueur de trompette
- 2003 : Les Égarés d'André Téchiné : Robert
- 2003 : Le Divorce de James Ivory : Antoine de Persand
- 2005 : Trois couples en quête d'orages de Jacques Otmezguine : Olivier
- 2006 : L'École pour tous d'Éric Rochant : le principal
- 2008 : Deux jours à tuer de Jean Becker : Étienne, l'avocat
- 2008 : Sagan de Diane Kurys : René Julliard
- 2010 : Ces amours-là de Claude Lelouch : Horst, le bel Allemand
- 2011 : La Conquête de Xavier Durringer : Dominique de Villepin
- 2012 : Bye Bye Maman, court-métrage de Keren Marciano : le chirurgien esthétique
- 2012 : Ma bonne étoile d'Anne Fassio : Bernard Lacassagne
- 2014 : Being George Clooney de Paul Mariano (documentaire) : lui-même[8]
- 2016 : Moka de Frédéric Mermoud : Simon
- 2022 : Notre-Dame brûle de Jean-Jacques Annaud : le général Gontier

### Télévision

#### Téléfilms
- 1989 : Liberté, Libertés de Jean-Dominique de La Rochefoucauld : Le marquis
- 1992 : Taxi Girl de Jean-Dominique de La Rochefoucauld : Michel
- 1993 : Prat et Harris de Boramy Tioulong : Harris
- 1994 : L'Amour est un jeu d'enfant de Pierre Grimblat : Cyril Fournet
- 1994 : La Corruptrice de Bernard Stora : le docteur Fortier
- 1995 : Machinations de Gérard Vergez : François Stadler
- 1995 : Un si joli bouquet de Jean-Claude Sussfeld : Luc
- 1995 : L'Homme aux semelles de vent de Marc Rivière : Lucereau
- 1995 : L'Allée du Roi de Nina Companeez : Louis de Mornay, marquis de Villarceaux
- 1996 : Flairs ennemis de Robin Davis : Mathias
- 1996 : Le Crabe sur la banquette arrière de Jean-Pierre Vergne : l'éditeur
- 1996 : La Comète de Claude Santelli : Frédéric
- 1997 : Le Diable en Sabots de Nicole Berckmans : Le Faucheux
- 1997 : Le Grand Batre de Laurent Carcélès : Arnaut
- 1997 : Le Président et la Garde-barrière de Jean-Dominique de La Rochefoucauld : le baron Hupert
- 1999 : Le Voyou et le magistrat de Marc Rivière
- 2001 : Un pique-nique chez Osiris de Nina Companeez : Ariel Cohen
- 2001 : Des parents pas comme les autres de Laurence Katrian : Antoine
- 2004 : La Bonté d'Alice de Daniel Janneau : Paul Crocetti
- 2005 : Henry Dunant, du rouge sur la croix de Dominique Othenin-Girard : Daniel Dunant
- 2007 : Premier Suspect de Christian Bonnet : Frédéric Montvallon
- 2008 : Marie-Octobre de Josée Dayan : Robert Cabris
- 2009 : L'École du pouvoir de Raoul Peck
- 2010 : Le Pain du diable de Bertrand Arthuys : le docteur Sirelli
- 2010 : En cas de malheur de Jean-Daniel Verhaeghe : Sam
- 2010 : Le Grand Restaurant de Gérard Pullicino : un client
- 2011 : Dames de pique de Philippe Venault : le préfet
- 2011 : Mort d'un président de Pierre Aknine : Jacques Chirac
- 2011 : Les Belles-sœurs de Gabriel Aghion : David
- 2011 : Un autre monde de Gabriel Aghion : Gabriel de Kerdiguen
- 2011 : L'Âme du mal de Jérôme Foulon : Marco Deseo
- 2011 : Saïgon, l'été de nos 20 ans de Philippe Venault : Édouard de Beauséjour
- 2012 : Petits arrangements avec ma mère de Denis Malleval : Fabien
- 2012 : Médecin-chef à la Santé d'Yves Rénier : Richard Vincent
- 2015 : Crime à Aigues-Mortes de Claude-Michel Rome : Charles de Fontbrun
- 2015 : A demain sans faute de Jean-Louis Lorenzi : Thibaut
- 2018 : La Loi de Marion de Stéphane Kappes : Olivier Queyras
- 2020 : César Wagner d'Antoine Garceau (épisode pilote): Christian Haas
- 2021 : Meurtres dans les 3 vallées: commandant Godard
- 2021 : Service volé de Jérôme Foulon : commandant de gendarmerie Franck Maraval
- 2022 : Diane de Poitiers de Josée Dayan (téléfilm en deux parties) : François Ier
- 2022 : Poulets grillés, téléfilm de Pascal Lahmani : Weber
- 2023 : César Wagner de Gabriel Julien-Laferrière (épisode 8, Un mariage, deux enterrements) : Christian Haas
- 2026 : Filip de Laurent Tuel

#### Séries télévisées
- 1985 : Les Amours des années cinquante (1 épisode)
- 1987 : Les Enquêtes Caméléon : Gill (saison 1, épisode 2)
- 1994 : Le Jardin des plantes de Philippe de Broca : Armand
- 1997 : Le Grand Batre : Romain / Arnaut Cabreyrolle d'Azérac
- 2000 : Vertiges : Christian (1 épisode)
- 2000 : Joséphine, ange gardien : Germain Dieuleveut (saison 4, épisode 2)
- 2001 : Love in a Cold Climate : Fabrice
- 2005 : Alice Nevers : Le juge est une femme : Stéphane Villemonde (saison 4, épisode 1, La Petite Marchande de fleurs)
- 2005 : Boulevard du Palais : Jérôme Mondillet (saison 7, épisode 2, Autopsie d'un couple)
- 2006 : Les Bleus, premiers pas dans la police : Pierre Valenski (saison 1, épisode 1)
- 2007 : Sécurité intérieure (mini-série) : le président Savin
- 2008 : À droite toute (mini-série) : Lequesne
- 2008 : Le Sanglot des anges : Adrien / Andrieu (3 épisodes)
- 2008 : RIS police scientifique (saison 4, épisode 4, Anonymat garanti) : Dupré
- 2008 : Paradis criminel : Gary Lemercier
- 2013 - 2020 : Les Petits Meurtres d'Agatha Christie : commissaire Laurence (vingt-sept épisodes)
- 2017 : La Forêt de Julius Berg : Gaspard Becker (6 épisodes)
- 2017 : Crimes parfaits de Christophe Douchand : Philippe Sevran (épisode Mise en scène)
- 2019 : L'Art du crime (épisode La Malédiction d'Osiris) : André Jaumard
- 2019 : Vestiaires (saison 9, épisodes Dent pour Dent et Le Vampire) : Luc Rada
- 2020 : De Gaulle, l'éclat et le secret de François Velle : Charles de Gaulle[9]
- 2022 : L'Abîme de François Velle : Bernard Duvack
- 2023 - : Flair de famille de Didier Bivel : François Flament
- 2023 : Tapie de Tristan Séguéla : François Mitterrand

## Doublage

### Cinéma

#### Films
| - George Clooney dans (22 films) : - Ocean's Eleven (2001) : Danny Ocean - Solaris (2002) : Kris Kelvin - Confessions d'un homme dangereux (2003) : Jim Byrd - Ocean's Twelve (2004) : Danny Ocean - Syriana (2005) : Bob Barnes - The Good German (2006) : Jacob « Jake » Geismer - Michael Clayton (2007) : Michael Clayton - Ocean's Thirteen (2007) : Danny Ocean - Burn After Reading (2008) : Harry Pfarrer - Les Chèvres du Pentagone (2010) : Lyn Cassady - The American (2010) : Jack - Les Marches du pouvoir (2011) : le gouverneur Mike Morris - The Descendants (2012) : Matt King - Gravity (2013) : Matt Kowalsky - Monuments Men (2014) : Frank Stokes - À la poursuite de demain (2015) : Frank Walker - Ave, César ! (2016) : Baird Whitlock - Money Monster (2016) : Lee Gates - Minuit dans l'univers (2020) : Augustine - Ticket to Paradise (2022) : David Cotton - The Flash (2023) : Bruce Wayne (caméo) - Wolfs (2024) : Jack - Liam Neeson dans (7 films) : - Star Wars, épisode I : La Menace fantôme (1999) : Qui-Gon Jinn - Gangs of New York (2002) : père Vallon - Le Choc des Titans (2010) : Zeus - L'Agence tous risques (2010) : colonel John « Hannibal » Smith - La Colère des Titans (2012) : Zeus - The Dark Knight Rises (2012) : Ra's al Ghul - Star Wars, épisode IX : L'Ascension de Skywalker (2019) : Qui-Gon Jinn (caméo vocal) | - Robert Redford dans (4 films) : - Captain America : Le Soldat de l'hiver (2014) : Alexander Pierce - Randonneurs amateurs (2015) : Bill Bryson - Peter et Elliott le dragon (2016) : le père de Grace - Avengers: Endgame (2019) : Alexander Pierce - Corey Stoll dans : - Minuit à Paris (2011) : Ernest Hemingway - Café Society (2016) : Ben Dorfman - Tommy Lee Jones dans : - Men in Black 3 (2012) : l'Agent K au présent - Tous les espoirs sont permis (2012) : Arnold Soames - 1995 : Othello : Othello (Laurence Fishburne) - 1997 : La vie est belle : Rodolfo (Amerigo Fontani) - 1998 : Elizabeth : Thomas Howard, duc de Norfolk (Christopher Eccleston) - 1998 : Shakespeare in Love : Christopher Marlowe (Rupert Everett) - 1998 : La Prisonnière espagnole : Joe Ross (Campbell Scott) - 1998 : Bienvenue à Gattaca : German (Tony Shalhoub) - 2000 : Erin Brockovich, seule contre tous : Kurt Potter (Peter Coyote) - 2000 : Vatel : Louis XIV (Julian Sands) - 2000 : In the Mood for Love : M. Chan (Roy Cheung) - 2001 : Ordinary Decent Criminal : Michael Lynch (Kevin Spacey) - 2001 : Amen. : Kurt Gerstein (Ulrich Tukur) - 2009 : Whatever Works : John Celestine (Ed Begley Jr.) - 2012 : Anonymous : Robert Devereux, 2e comte d'Essex (Sam Reid) - 2012 : Men in Black 3 : Kevin Brown (Agent K) en 1969 (Josh Brolin) - 2012 : Skyfall : Raoul Silva (Javier Bardem) - 2020 : Un espion ordinaire : Greville Wynne (Benedict Cumberbatch) - 2024 : The Brutalist : Harrison Lee Van Buren (Guy Pearce) |

#### Films d'animation
- 1998 : Fourmiz : le colonel Cutter[n 3]

### Télévision

#### Téléfilms
- 1999 : Citizen Welles : Orson Welles (Liev Schreiber)

#### Séries télévisées
- 2019 : Catch-22 : Scheisskopf (George Clooney) (mini-série)
- 2022 : Obi-Wan Kenobi : Qui-Gon Jinn (Liam Neeson) (mini-série)

#### Séries d'animation
- 2022 : Tales of the Jedi : Qui-Gon Jinn

### Jeux vidéo
- 1999 : Star Wars, épisode I : La Menace fantôme : Qui-Gon Jinn
- 2000 : Star Wars Episode I: Jedi Power Battles : Qui-Gon Jinn
- 2001 : Star Wars: Galactic Battlegrounds : Qui-Gon Jinn
- 2001 : Star Wars: Obi-Wan : Qui-Gon Jinn
- 2015 : Uchroniques, nouvelles écritures

## Distinctions

### Récompenses
- Grand Prix Gérard Philipe de la Ville de Paris 1993[10]
- Lauriers de l'audiovisuel 2021 : Meilleur acteur pour De Gaulle : L'Éclat et le Secret[11]

### Nominations
- Molières 1998 : Molière du comédien dans un second rôle pour Oncle Vania
- Molières 2002 : Molière du comédien pour La Boutique au coin de la rue[12]
- Molières 2007 : Molière du comédien dans un second rôle pour Le Gardien[13]
- Molières 2009 : Molière du comédien pour Très chère Mathilde[14]